# Ménexène
Pour le dialogue de Platon, voir Ménexène (Platon).
Ménexène en grec ancien Μενέξενος est un élève de Socrate (Ve siècle av. J.-C.)

## Le personnage de Ménexène
Fils de Démophon, un politicien dont parle notamment Platon, il appartient à une famille qui, selon les dires de Socrate, a toujours donné des administrateurs à l’État ; Ménexène lui-même se dispose à entrer dans la carrière politique. Cousin et disciple d'un sophiste nommé Ctésippe, grand ami de Lysis, a la réputation d’un jeune garçon issu d'une famille relativement aisée, intelligent, et sachant manier les idées.
Présent lors des derniers instants de Socrate, il est plein de respect pour son maître - à qui il est fort attaché - et très attentif à ses conseils. Il est mentionné dans les dialogues de Platon suivants : le Lysis, où il est adolescent ; Phédon, Le Banquet et le dialogue éponyme Ménexène.

## Note
D’après Platon, tout comme Xénophane, Socrate rejetait les mythes qui faisaient de Zeus et des autres dieux des personnages immoraux et dévergondés.

## Sources
- Ménexène, commenté par Luc Brisson, 2008, aux Éd. Flammarion